# کاسای غربی
کاسای غربی (به لاتین: Kasai-Occidental) یک استان در جمهوری دموکراتیک کنگو است که در جمهوری دموکراتیک کنگو واقع شده‌است. کاسای غربی ۱۵۴٬۷۴۲ کیلومترمربع مساحت و ۵٬۳۶۶٬۰۶۸ نفر جمعیت دارد.